# Брани
Брани́ — село в Луцькому районі, Волинські області. Входить до складу Мар'янівської селищної громади. Брани межує з селами Довгів та Борисковичі.
На південь від села розташований загальнозоологічний заказник «Бужанівська Дача».

## Історія
У 1906 році село Бранської волості Володимир-Волинського повіту Волинської губернії. Відстань від повітового міста 65 верст. Дворів 107, мешканців 1051.
До 17 січня 2019 року — адміністративний центр Бранівської сільської ради Горохівського району Волинської області.

## Населення
Згідно з переписом УРСР 1989 року чисельність наявного населення села становила 856 осіб, з яких 394 чоловіки та 462 жінки.
За переписом населення України 2001 року в селі мешкали 753 особи.

### Мова
Розподіл населення за рідною мовою за даними перепису 2001 року:
| Мова       | Відсоток |
| ---------- | -------- |
| українська | 99,34 %  |
| російська  | 0,40 %   |
| білоруська | 0,13 %   |